# Passatge al futur
Passatge al futur (títol original: Gangway for Tomorrow) és una pel·lícula d'antologia estatunidenca de 1943 produïda i dirigida per John H. Auer, i coneguda originalment pel seu títol provisional, An American Story. Està impregnada dels tons propagandístics de les característiques de principis de la Segona Guerra Mundial. Està doblada al català.

## Argument
Cinc treballadors de la defensa que caminen cap a la fàbrica de municions expliquen les seves històries: un refugiat de la Resistència francesa, un conductor de cotxes de carreres frustrat, un vigilant de la presó, una antiga Miss Amèrica i un intel·lectual que va abandonar la societat i va veure el país com un bum.

## Repartiment
- Margo com Lisette Rene
- John Carradine com Mr. Wellington
- Robert Ryan com Joe Dunham
- Amelita Ward com Mary Jones, Miss America
- Harry Davenport com Fred Taylor
- James Bell com Tom Burke
- Charles Arnt com Jim Benson
- Alan Carney com Swallow
- Wally Brown com Sam
- Erford Gage com Dan Barton
- Richard Ryen com coronel Mueller
- Warren Hymer com Pete
- Michael St. Angel com mecànic
- Don Dillaway com mecànic
- Sam McDaniel com Hank
- Ludwig Donath com treballador polonès

## Recepció
Malgrat el seu intent de desviar-se de les habituals pel·lícules patriòtiques de fórmula de l'època, Passatge al futur va quedar relegada a la segona posició a la majoria de sales. Les crítiques, però, van ser més simpàtiques, va assenyalar el New York Daily Mirror: "La pantalla com a mitjà de propaganda útil està ben il·lustrada per Passatge al futur... Les millors actuacions són Margo, John Carradine... i Robert Ryan." En una línia semblant; "Una petita pel·lícula sense pretensions, que dura només 69 minuts, és tanmateix fresca i brillant en el tractament i ofereix una història interessant de cinc treballadors de la fàbrica... Els membres del repartiment, en particular, Margo i Robert Ryan, gestionen bé les seves tasques. ."